# Mendei Árpád
Mendei Árpád (Szeged, 1938. szeptember 1. – Makó, 2017. január 26.) magyar pedagógus, sportvezető, túravezető.

## Életpályája
Általános és középiskolai tanulmányait Makón végezte el. A Szegedi Tudományegyetemen végzett matematika-fizika szakon 1961-ben. 1961–1967 között, valamint 1970–1975 között a Makói József Attila Gimnáziumban oktatott matematikát és fizikát. 1963-ban tagja lett a Csongrád megyei Természetbarát Szövetség elnökségének, 1964-ben vezetője lett a Makói járási Természetbarát Szövetségnek és szakosztályvezetője a Makói József Attila Gimnázium szakosztályának. 1968-ban versenybírói vizsgát tett. 1970-ben tagja volt az önállóvá vált Csongrád megyei Tájékozódási Futó Szövetség elnökségének is. 1975-től a 601. sz. Ipari Szakmunkásképző Intézet általános igazgatóhelyettes volt. Az 1980-as évek közepéig számos megyei versenyen töltött be elnöki, pályakitűzői vagy ellenőrzőbírói funkciókat. 1985-től a Kun Béla Általános Iskola igazgatója lett. 2003-ban nyugdíjba vonult. 2015-ben alapító tagja volt a makói Szirbik Miklós Egyesületnek.

## Díjai
- Kiváló Munkáért díj
- Haza Szolgálatáért Érdemrend Ezüst fokozata
- a Természetjárás Fejlesztéséért kitüntetés bronz fokozata
- a Természetjárás Fejlesztéséért kitüntetés ezüst fokozata
- Természetjáró Fiatalok Szövetsége életműdíja
- a Magyar Természetjáró Szövetség aranykoszorús jelvénye (2011)
- Makó város díszpolgára (2013)